# Sargus flavum
Sargus flavum är en tvåvingeart som först beskrevs av Lindner 1968.  Sargus flavum ingår i släktet Sargus och familjen vapenflugor.
Artens utbredningsområde är Madagaskar. Inga underarter finns listade i Catalogue of Life.